# Газотръбен котел
Газотръбен котел (пламъчнотръбен, жаротръбен, димотръбен) – парен или водонагревен котел, при който нагряващата повърхност се състои от тръби с малък диаметър, в които се движат горещите продукти от изгарянето на гориво. Топлообменът се извършва посредством нагряване на топлоносителя (като правило, вода или масло), който се намира отвън на тръбите.

## Конструкция
По конструкция е противоположност на водотръбния котел.
Съгласно ГОСТ 23172 – 78, има жаротръбни, димогарни и жаротръбно-димогарни котли: в жаровите в тръбите се случва горене, в димогарните само има движение на продуктите на изгаряне. Обикновено жаровите тръби са по-дебели и тяхното количество е по-малко.

Жаротръбните котли много често са използвани в парния транспорт, в парните локомотиви и в параходите, при които машините са с малка мощност. Според посоката на движение на димните газове, жаротръбните котли могат да се разделят на проточни (правотоков), където преминаващите от горивната камера през жаровите тръби горещи газове не променят направлението си, и на оборотни (затворени, циркулационни), където газовете се връщат в камерата. Най-разпространената конструкция жаротръбни котли е с тази с цилиндричен корпус, разположен хоризонтално. Вътре в корпуса при водогрейните котли (бойлерите) има само гореща вода, а при парните има водни и парови обеми.
В началото на всяка жарова тръба има надувна горелка, за изгаряне на газообразно или течно гориво. Така, жаровата тръба всъщност е горивна камера, в която се изгаря почти цялото гориво.
Широкото използване на такива котли и през 20 – 21 век се обяснява с простотата на обслужване, ремонтопригодността, а също и със способността им да работят при налагане в газовия тракт над атмосферното (под налягане).
Най-разпространеният в бита газотръбен котел е самоварът.

### Исторически типове газотръбни котли
- Ланкаширски – с две жарови тръби.
- Корнуолски – с една жарова тръба.